# Малоинвазивная хирургия
Малоинвази́вная хирурги́я — хирургия, направленная на то, чтобы минимизировать область вмешательства в организм и степени травмирования тканей.
Основные методики, используемые при малоинвазивном вмешательстве, это лапароскопическая (эндоскопическая) хирургия и эндоскопия. Малоинвазивные операции находят широкое применение в гинекологии, онкологии, проктологии, урологии, кардиологии.

## История

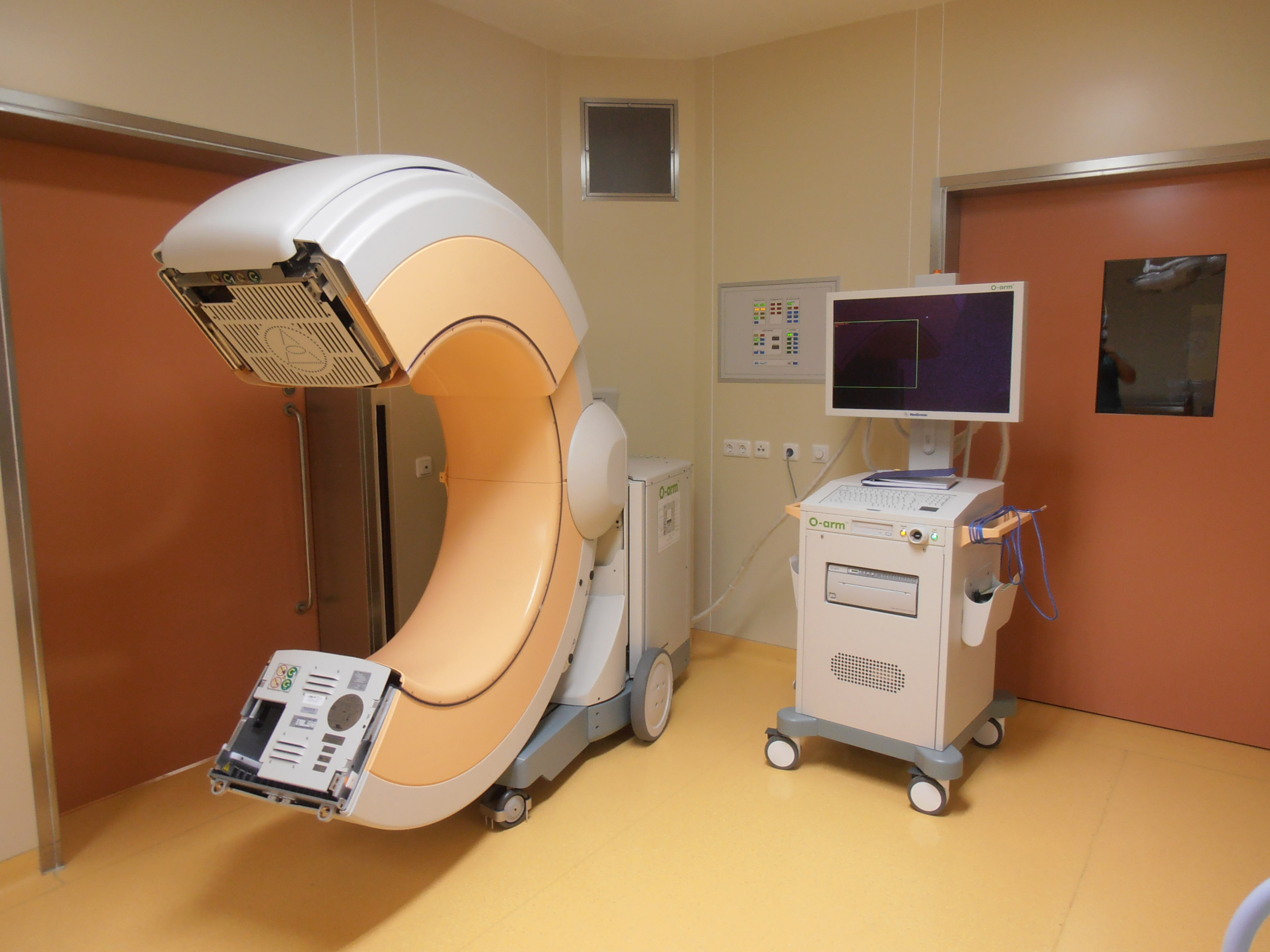
Передвижной томограф O-arm ® Surgical Imaging System. Федеральный центр нейрохирургии (Тюмень), 2013 год

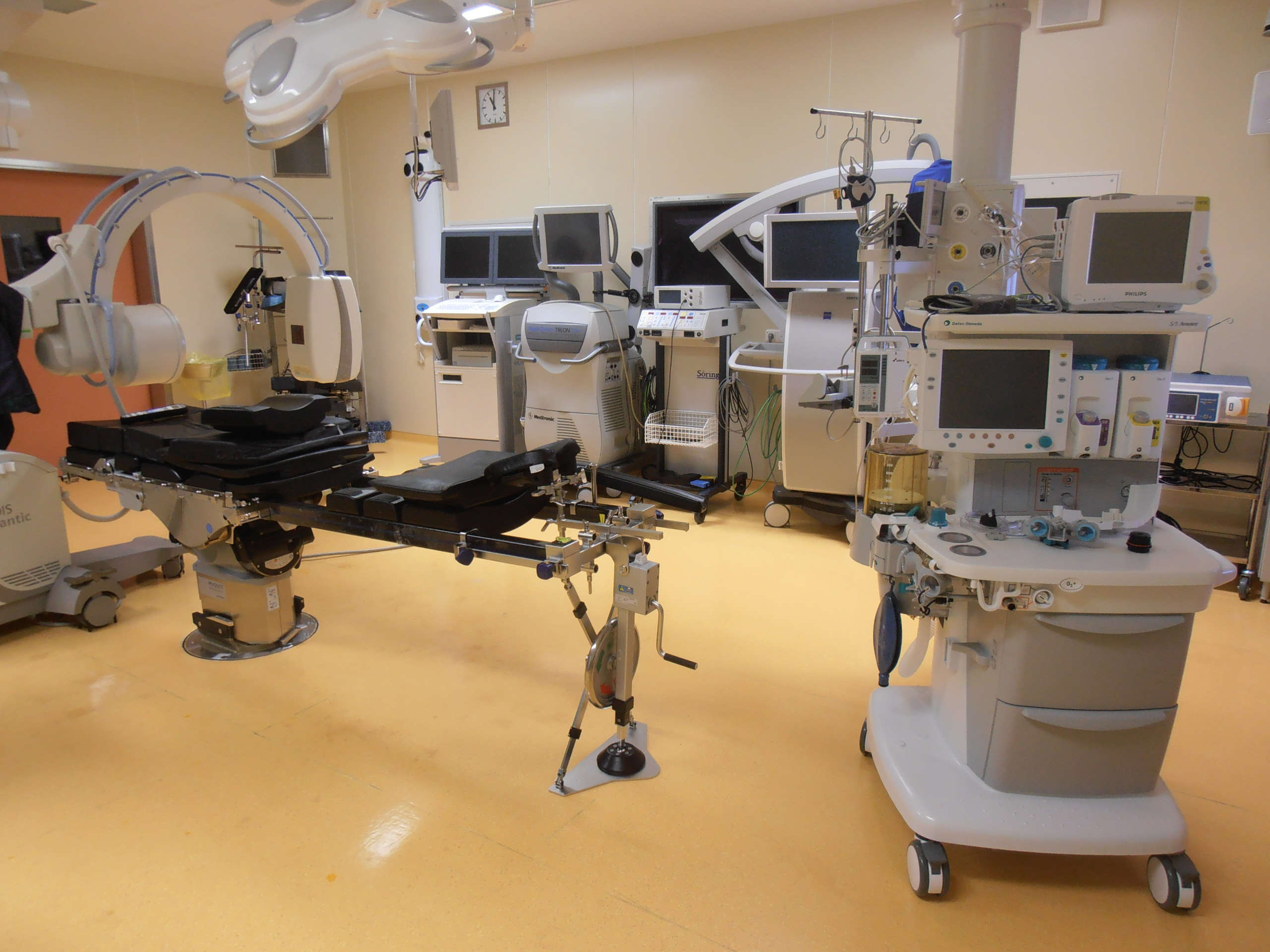
Нейронавигатор SonoWand, используемый для поиска целевых точек. Федеральный центр нейрохирургии (Тюмень), 2013 год

Впервые лапароскопическая операция была проведена во Франции в 1985 году, а внедрена в массовое использование в Соединенных Штатах в 1988 году. После этого методика показала беспрецедентный по своей интенсивности и скорости скачок вперед в своём развитии.
Кроме лапароскопической хирургии, увеличивающееся число других малоинвазивных операций, видеоэндоскопических вмешательств или малоинвазивных оперативных вмешательств, при которых хирурги применяют альтернативные доступы к внутренним органам, можно объединить под одним термином — малоинвазивная хирургия. Этот термин лучшим образом отражает суть перечисленных оперативных вмешательств. Учитывая интересы пациентов (то есть минимизация травматичности операции) и под влиянием различных социально-экономических факторов (требование уменьшать протяженность пребывания пациентов в стационаре и как можно скорое возвращение их к полноценной обычной жизни и работе), прогресс в современной хирургии и современных технологиях зародили новую эпоху в хирургии — эпоха малоинвазивной хирургии. Способы идентификации стадий опухолей, современные методики диагностики, оперативная техника, в том числе выполнение регенеративных операций, благодаря которым значительно уменьшается воздействие на пациента как психическое, психологическое, так и биохимическое, кардинально изменили современную хирургию.

## Виды малоинвазивных хирургических процедур

### Лапароскопия
Лапароскопия (или «хирургия через замочную скважину») — это малоинвазивная процедура, которую в основном проводят на брюшной полости или в области таза. Проводится с помощью лапароскопа, который без больших разрезов позволяет врачу осмотреть тело изнутри с помощью введенной видеокамеры При лапароскопических операциях делают от 2—4 разреза длиной от 1,5 см, в то время как традиционные операции на брюшной полости могут потребовать разреза 15 — 30 см.

### Эндоскопия
Современные методы в медицине позволяют использовать гибкие эндоскопы выполнения процедур, заменяющих традиционные хирургические подходы. Эндоскопию часто применяют в предоперационном, интраоперационном и послеоперационном периоде своих пациентов. В предоперационном периоде эндоскопия в основном используется для диагностики и локализации поражений, что позволяет провести планирование операции. Интраоперационная эндоскопия используется для оценки  результатов во время самой операции. Послеоперационная эндоскопия играет важную клиническую роль в последующем наблюдении пациентов после проведения хирургического вмешательства.

## Применение
Малоинвазивная хирургия в основном используется в следующих видах хирургического вмешательства:
- Колоректальная хирургия
- Холецистэктомия
- Торакальная хирургия
- Эндоваскулярная хирургия
- Бариатрическая хирургия

## Преимущества малоинвазивных операций
- предельно малый ущерб для организма без уменьшения эффективности хирургического вмешательства, который достигнут благодаря применению ультратонкого шовного материала и эндоскопической аппаратуры
- нет необходимости в длительном постельном режиме, так как операции осуществляются в условиях клиники одного дня
- хорошо переносятся пациентами так как не происходит выраженного болевого синдрома
- из-за сокращения длительности операции и уменьшения травматизации мягких тканей достигается высокий лечебный и косметический результат[1]

## Недостатки
- невозможна пальпация тканей
- более высокая стоимость оборудования операционного зала
- необходимо установить высокотехнологичное оборудование (включая лабораторные исследования и видеоаппаратуру)
- необходимость получения специализированных навыков работы с видеоэндоскопическим оборудованием (в России для этого созданы ряд специализированных учебных центров)[1]